# جزیره انقلاب اکتبر
جزیره انقلاب اکتبر (انگلیسی: October Revolution Island) یک جزیره در شمال سورنایا زملیا در کشور روسیه است.